# Aurelio Magnani
Aurelio Magnani (Longiano, 26 febbraio 1856 – Roma, 25 gennaio 1921) è stato un clarinettista e compositore italiano.

## Biografia
Musicista romagnolo, Aurelio Magnani dopo aver completato, nel 1874, presso il Conservatorio di Bologna gli studi di clarinetto, ricoprì la carica di insegnante presso il liceo musicale di Viterbo ed il Conservatorio di Venezia fino al 1883, anno in cui si trasferì a Roma dove diventò insegnante presso il Conservatorio Santa Cecilia. Oltre all'attività di insegnante, si spese anche per scrivere metodi e studi per i suoi allievi.
Parallelamente all'attività di insegnante si esibì con numerose orchestre delle quali ricoprì la carica di primo clarinetto. Tra queste orchestre si ricordano quella del Gran Teatro La Fenice di Venezia e del Teatro Augusteo di Roma.